# 味美春日山古墳
味美春日山古墳（あじよしかすがやまこふん）は愛知県春日井市にある古墳。味美古墳群の一つ。

## 概要
白山神社から県道102号を挟んで西方約300メートルに位置する前方後円墳。かつては白山神社の御旅所であったが、犬山街道の通行を妨げることから寛永年間に春日山より現在の御旅所古墳に移された。その後もここに春日神社が置かれていたが1918年（大正7年）に白山神社に合祀され、現在ではほぼ全域が街区公園である春日山公園となっている。
古墳群の他の古墳と違い史跡指定などを受けなかったこともあって、墳丘上には通路や藤棚、くびれ部南側には滑り台が設置されるなど公園としての側面が強く、古墳としてみると保存状態が良いとは言い難い。また、墳丘上には1995年（平成7年）に遷座した春日山弁財天の小さな社が置かれるなどしている。

## 規模と構造
主軸は北西50°で、墳長約74メートル、後円部径約38メートル、高さ約6メートル、前方部幅約43メートル、長さ約37メートル、高さ約4.5メートル。くびれ部幅は約30メートルでその北側に造り出しがある。また、地籍図からかつては盾型の周濠があった可能性があるとされる。正式な発掘調査がされたことはなく、遺物は確認されていない。
現在では後円部東側に溝状の落ち込み地形が確認できるが、「春日山から巨石が掘り出され、白山神社の鳥居前の記念碑の台石に利用された」「春日山の上にある巨石も掘り出されたもの」「掘るとすぐに巨石にあたる」といった記録が残っており、横穴式石室の羨道から玄室の一部まで掘削された跡と考えられている。
また、前方部の発達状態から古墳群では最後に築造された前方後円墳と見なされている。